# Charles Townshend, 2. vikomt Townshend
Charles Townshend, 2. vikomt Townshend (Charles Townshend, 2nd Viscount Townshend of Raynham) (18. dubna 1674 – 21. června 1738) byl britský státník a diplomat ze šlechtického rodu Townshendů. Uplatnil se v diplomatických jednáních za války o španělské dědictví, později byl několikrát členem britské vlády, nejdéle jako ministr zahraničí. Jeho přičiněním se z venkovské šlechtické rodiny Townshendů stala vlivná politická dynastie v dějinách Velké Británie.

## Mládí a politická kariéra
Narodil se jako nejstarší syn 1. vikomta Townshenda (1630–1687), který vlastnil statky v hrabství Norfolk. Po otcově smrti zdědil peerský titul a rodový majetek (1687), po dosažení zletilosti vstoupil do Sněmovny lordů (1696), mezitím studoval v Cambridge. V politice byl původně přívržencem toryů, později se stal jedním z hlavních představitelů whigů. Od roku 1701 až do smrti zastával úřad místodržitele v hrabství Norfolk. Do vlády vstoupil s víceméně čestnou funkcí velitele královské tělesné stráže (1707–1714), od roku 1707 byl též členem Tajné rady.
Za války o španělské dědictví se uplatnil jako diplomat, v letech 1709–1711 byl vyslancem na mírovém kongresu v Haagu, později se zúčastnil závěrečných jednání o ukončení války (1713–1714). Získal přízeň Jiřího I. a v letech 1714-1716 byl státním sekretářem zahraničí, z úřadu ale musel odstoupit po intrikách svých nepřátel (hrabě Stanhope, hrabě ze Sunderlandu), dostal se i do sporu ohledně směřování zahraniční politiky s Jiřím I. Úřad místokrále v Irsku, který zastával od února do října 1717, byl v podstatě formou nemilosti.

## Ministr zahraničí
Po smíření se Stanhopem se vrátil do vlády jako lord prezident Tajné rady (1720–1721), krátce po krachu Jihomořské společnosti zaujal vlivné postavení po boku svého švagra Roberta Walpola a vévody z Newcastle. V letech 1721–1730 byl státním sekretářem zahraničí a zároveň předsedou Sněmovny lordů, v roce 1724 získal Podvazkový řád. Po smrti Jiřího I. se potýkal s nepřízní jeho nástupce Jiřího II. a nakonec byl jeho vliv eliminován ze strany R. Walpola. Koncem dvacátých let se dosud dlouholetí přátelé dostali do sporu ohledně zahraniční politiky. Zatímco Townshend trval na spojenectví s Francií, Walpole prosazoval sblížení s Rakouskem a Španělskem. V roce 1729 využil Townshendovy nepřítomnosti a uzavřel smlouvu se Španělskem. S tím se Townshend nesmířil a v roce 1730 opustil vládu, Walpole pak mohl rekonstruovat kabinet podle vlastních představ.
I když se předpokládalo, že Townshend po rezignaci na vládní posty povede opozici ve Sněmovně lordů, ten proti očekávání rezignoval na další veřejnou činnost a odešel do soukromí na své statky v Norfolku. Věnoval se zefektivňování zemědělství a nákladem 15 000 liber nechal přestavět rodové sídlo Raynham Hall.
Jeho první manželkou byla Dorothy Pelham (1681–1711), dcera 1. barona Pelhama, podruhé se oženil s Dorothy Walpole (1684–1726), sestrou Roberta Walpola. Z obou manželství pocházelo dvanáct dětí, čtyři synové zasedali v Dolní sněmovně a zastávali nižší státní úřady, nejmladší syn George (1716–1769) byl admirálem. Dvě dcery se provdaly do rodu Cornwallisů.